# Sakaila japonica
Sakaila japonica är en kräftdjursart som först beskrevs av Sakai 1963.  Sakaila japonica ingår i släktet Sakaila och familjen Hepatidae. Inga underarter finns listade i Catalogue of Life.